# 南黒丸駅
南黒丸駅（みなみくろまるえき）は、石川県珠洲市宝立町南黒丸にあったのと鉄道能登線の駅である。2005年（平成17年）、能登線の廃止により廃駅となった。

## 歴史
- 1964年（昭和39年）9月21日：日本国有鉄道（国鉄）能登線の駅として開業[2]。旅客のみを取り扱う無人駅[3]。
- 1987年（昭和62年）4月1日：国鉄分割民営化により西日本旅客鉄道に承継される[1]。
- 1988年（昭和63年）3月25日：のと鉄道への転換により同社能登線の駅となる[1]。
- 2005年（平成17年）4月1日：能登線廃止に伴い廃駅。

## 駅構造
片面ホーム1面1線を持つ地上駅。無人駅であり、駅舎はなくホームとその上の待合所のみの駅である。

## 駅周辺
平地が広がる。
- 舟橋川
- 国道249号松波鵜島バイパス

## 隣の駅
のと鉄道
能登線
鵜島駅 - 南黒丸駅 - 鵜飼駅